# Garderoba damska
Garderoba damska – polski serial telewizyjny w reżyserii Andrzeja Kotkowskiego i według scenariusza Joanny Szczepkowskiej, emitowany w TVP1 od 1 marca 2001 do 2 czerwca 2001 roku.
Fabuła serialu przedstawia zdarzenia mające miejsce w damskiej garderobie jednego ze stołecznych teatrów. Co wieczór spotyka się w niej 5 aktorek, wokół których rozgrywają się wydarzenia zwykłe i niezwykłe.

## Aktorzy
- Halina Winiarska – Zofia Olszewska
- Joanna Szczepkowska – Beata
- Karina Seweryn – Anna Maczek
- Anna Seniuk – Dorota
- Edyta Olszówka – Magda Byczewska
- Krystyna Feldman – garderobiana Bronia
- Piotr Fronczewski – dyrektor teatru
- Sebastian Konrad – Wzdychulec, wielbiciel Magdy
- Katarzyna Żak – kobieta
- Cezary Żak – mężczyzna
- Marian Opania – Bodzio, mąż Doroty
- Piotr Adamczyk – Paweł Spory
- Edyta Jungowska – dziennikarka "Z każdym o każdym"
- Olaf Lubaszenko – Piotr, mąż Magdy
- Rafał Królikowski – Wiesiek, gwiazdor filmowy
- Krzysztof Kowalewski – Tomasz, siostrzeniec Zofii
- Marcin Sosnowski – głos inspicjenta
- Izabela Dąbrowska – garderobiana Lusia, siostrzenica Broni
- Piotr Machalica – Tadeusz Olszewski

## Tytuły odcinków
1. Ofelia
2. Zawrót głowy
3. Reklama
4. Premiera
5. Wywiad
6. Psychoterapia
7. Aktor
8. Inny Świat
9. Gwiazda
10. Nagłe zastępstwo
11. Oczarowanie
12. Od pierwszego wejrzenia